# 発見のモニュメント

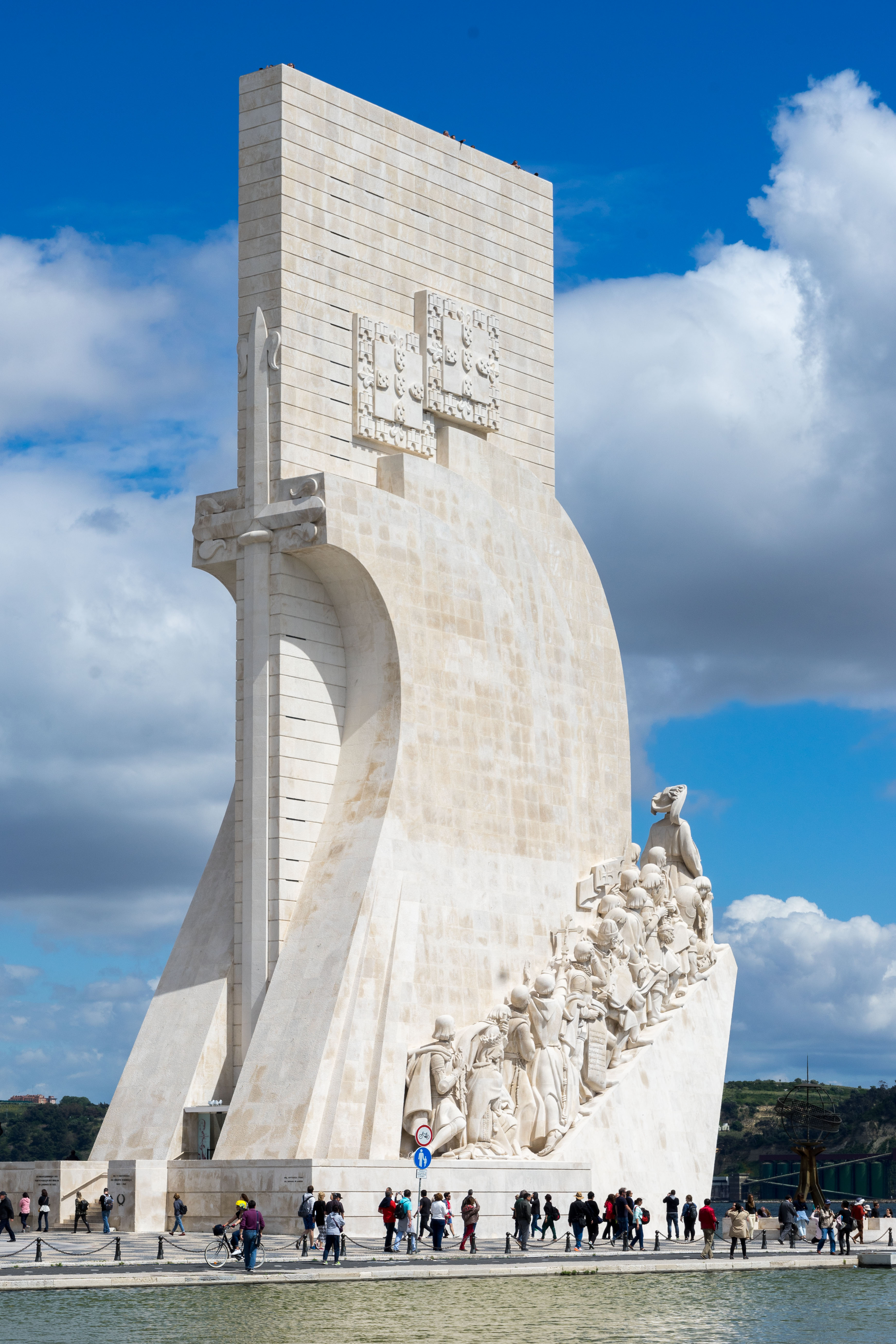
発見のモニュメント

発見のモニュメント（はっけんのモニュメント、Padrão dos Descobrimentos）は、ポルトガル・リスボン市西部ベレン地区のテージョ川岸にある大航海時代を記念した記念碑。ポルトガル語では「パドラオン・ドス・デスコブリメントス」という。

## 概要
記念碑は52メートルの高さのコンクリート製で、キャラベル船の船首の曲線に似せてある。建築家コッティネッリ・テルモと彫刻家レオポルド・デ・アルメイダが、ポルトガルで開催された1940年の国際博覧会（Exposição do Mundo Português）の象徴として制作したものである。独裁者アントニオ・サラザール時代の典型的な、過去のポルトガル栄光の時代へのロマン思想を表しているとみられている。
最初に作られた記念碑はもろい素材で制作されたため、エンリケ航海王子没後500年の記念行事として1960年にコンクリートで再度制作された。彼は記念碑にある像の一つとなり、川を見つめている。エンリケの後方に、その他の同時代の探検家、芸術家・科学者・地図制作者・宣教師らの像が並ぶ。約30名のポルトガル人の像がある。
記念碑の内部にある小さなスペースには、リスボンの歴史を展示している。記念碑の頂上（エレベーターで上がれる）では、ベレン地区やテージョ川の素晴らしい眺めが楽しめる。ベレン地区には、大航海時代の建築物で世界遺産であるベレンの塔とジェロニモス修道院がある。
記念碑正面にある石畳には多くのポルトガル人航海者が辿った航路を示す世界地図のモザイクがある。このモザイクは1960年に南アフリカ共和国から贈呈されたもの。なお、世界地図にはポルトガルが「発見」した年が記述されているが、日本の場合、ポルトガル人が種子島に漂着した1543年ではなく、ポルトガル船が豊後に漂着した1541年が記述されている。

## モニュメントにある人物
先頭：エンリケ航海王子 - 大航海時代の先駆的指導者

### モニュメントの東側
- アフォンソ5世 - 大航海時代の王
- ヴァスコ・ダ・ガマ - インド航路発見者
- アフォンソ・バルダイア - 騎士

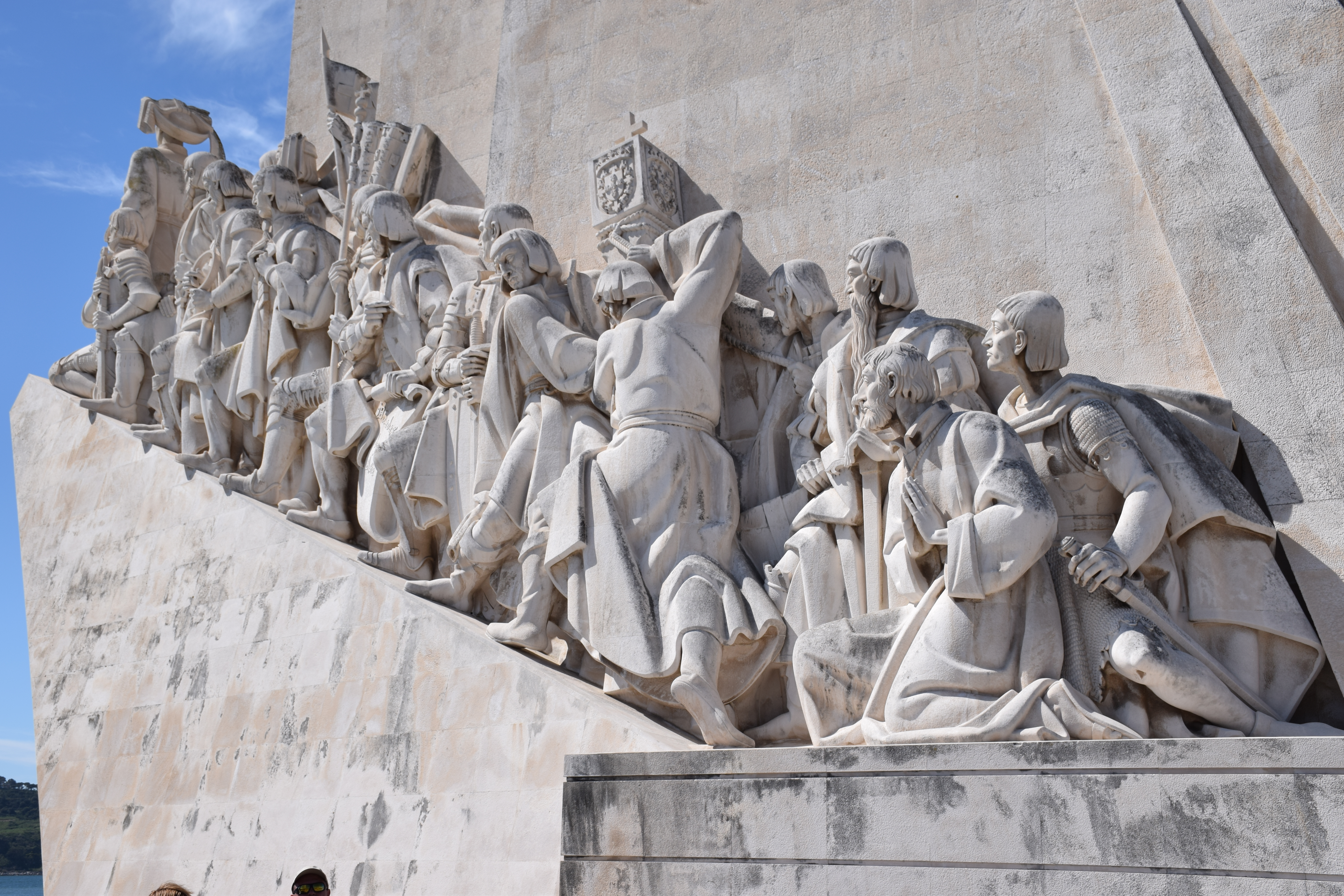
記念碑東側 >解説画像

- ペドロ・アルヴァレス・カブラル - ブラジル発見者
- フェルナン・デ・マガリャンエス（フェルディナンド・マゼラン） - 初めて世界一周を成し遂げた
- ニコラウ・コエーリョ - 航海士
- ガスパル・コルテ＝レアル - 航海士
- マルティン・アフォンソ・デ・ソーザ - 航海士
- ジョアン・デ・バロス - 歴史家
- エステバン・ダ・ガマ - 大航海時代の船長
- バルトロメウ・ディアス - 喜望峰を初めてまわりインド洋へ到達
- ディオゴ・カン - コンゴ川に到達した最初の人物
- アントニオ・デ・アブレウ - モルッカ諸島に到達した最初の人物
- アフォンソ・デ・アルブケルケ - ポルトガル領インド第2代総督（副王）
- フランシスコ・ザビエル - 日本へ1549年にキリスト教を伝道した宣教師
- クリストバン・ダ・ガマ - 航海士・騎士

### モニュメントの西側

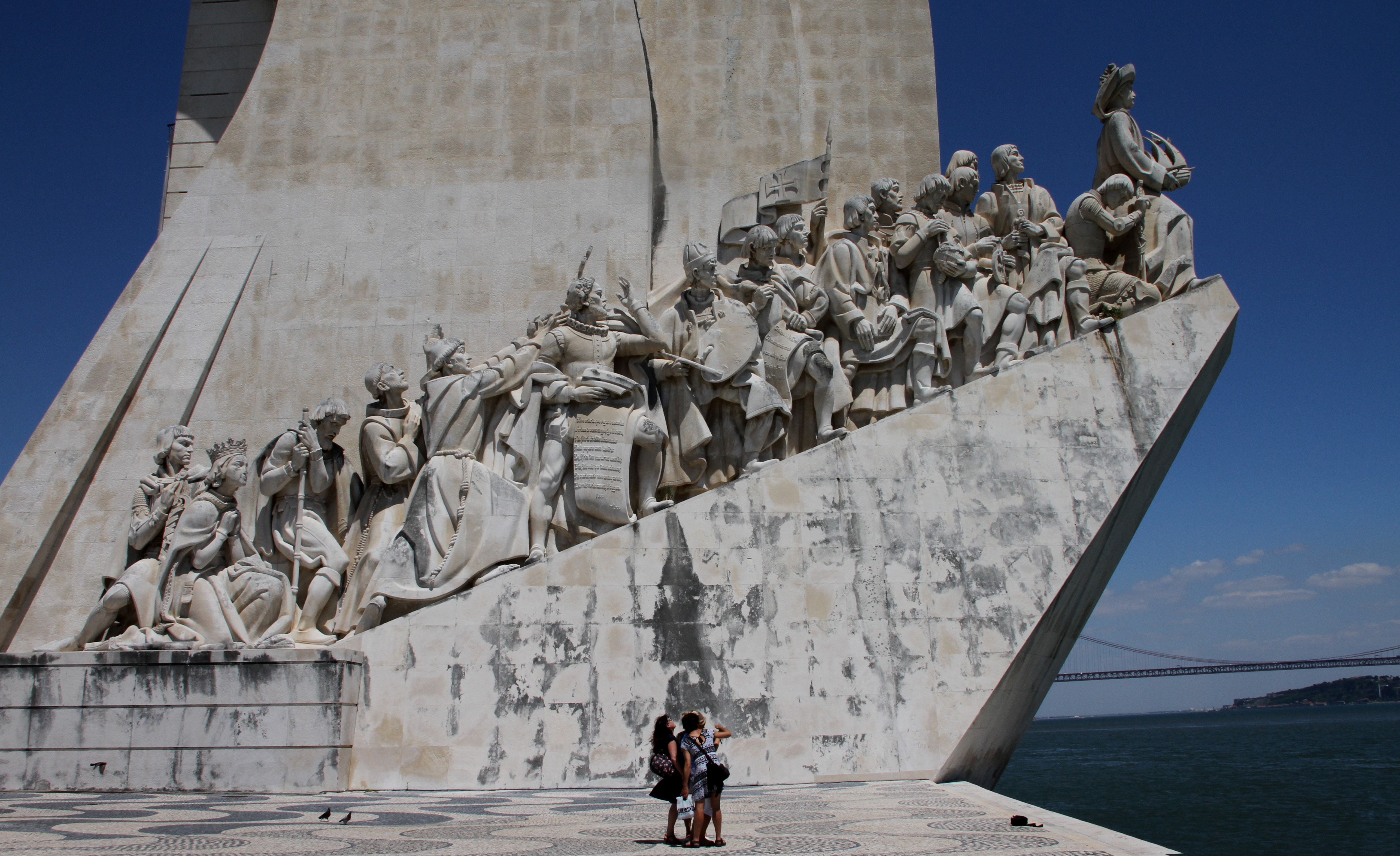
記念碑西側 >解説画像

- フェルナンド聖王子- ジョアン1世の王子、エンリケ航海王子の弟
- ジョアン・ゴンサルヴェス・ザルコ - 騎士
- ジル・イアネス - 航海士
- ペロ・デ・アレンケーレ - 航海士
- ペドロ・ヌネス - 15世紀の数学者
- ペロ・デ・エスコバール - 航海士
- ジャコメ・デ・マイオルカ - 天文学者
- ペロ・ダ・ゴビリャン - 15世紀の冒険家、陸路でインド到達。
- ゴメス・イアネス・デ・ズラーラ - 作家
- ヌノ・ゴンサルヴェス - 15世紀の画家
- ルイス・デ・カモンイス - ルネサンス期の詩人。航海者を著作『ウズ・ルジアダス』で讃えた
- フエレイ・エンリケ・カルバーリョ - 神学者
- フェルナン・ゴンサロ・デ・カルバーリョ - 神学者
- ドナ・フィリパ・デ・レンカストレ - ジョアン1世の王妃、エンリケ航海王子らの母
- ペドロ・デ・コインブラ - ジョアン1世の王子、エンリケ航海王子の兄

## その他画像

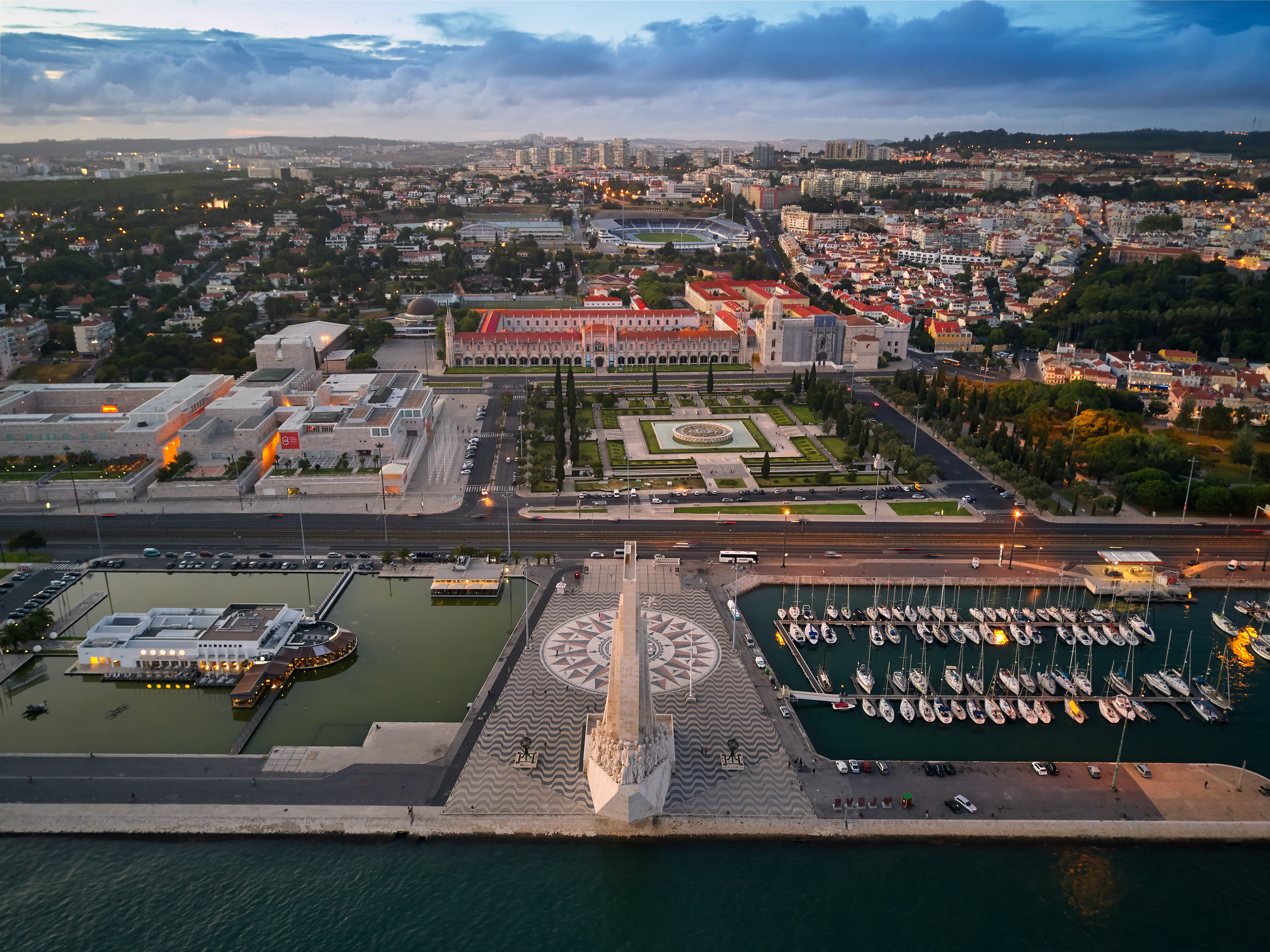
上空から、中央に見えるのがジェロニモス修道院
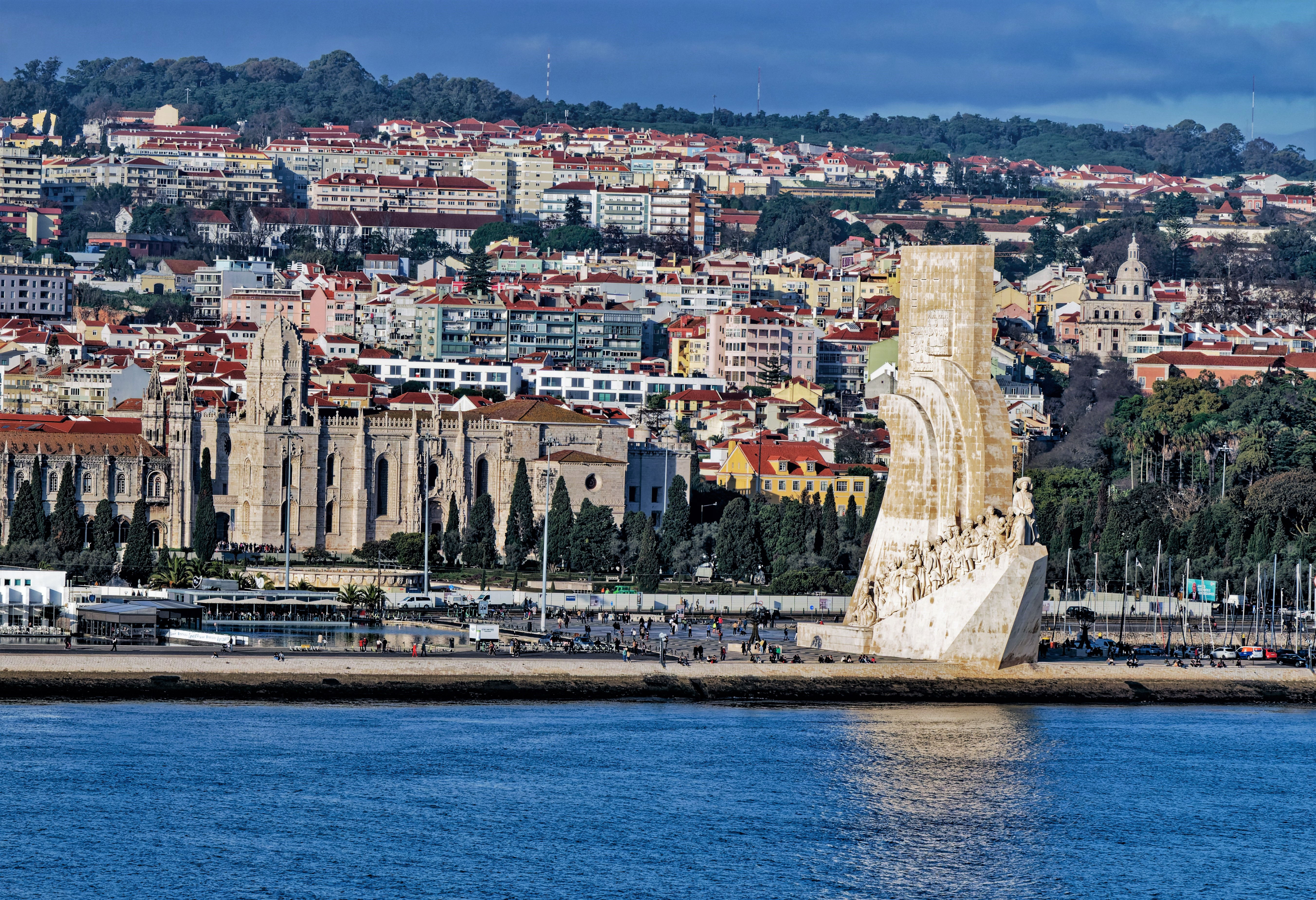
海側から
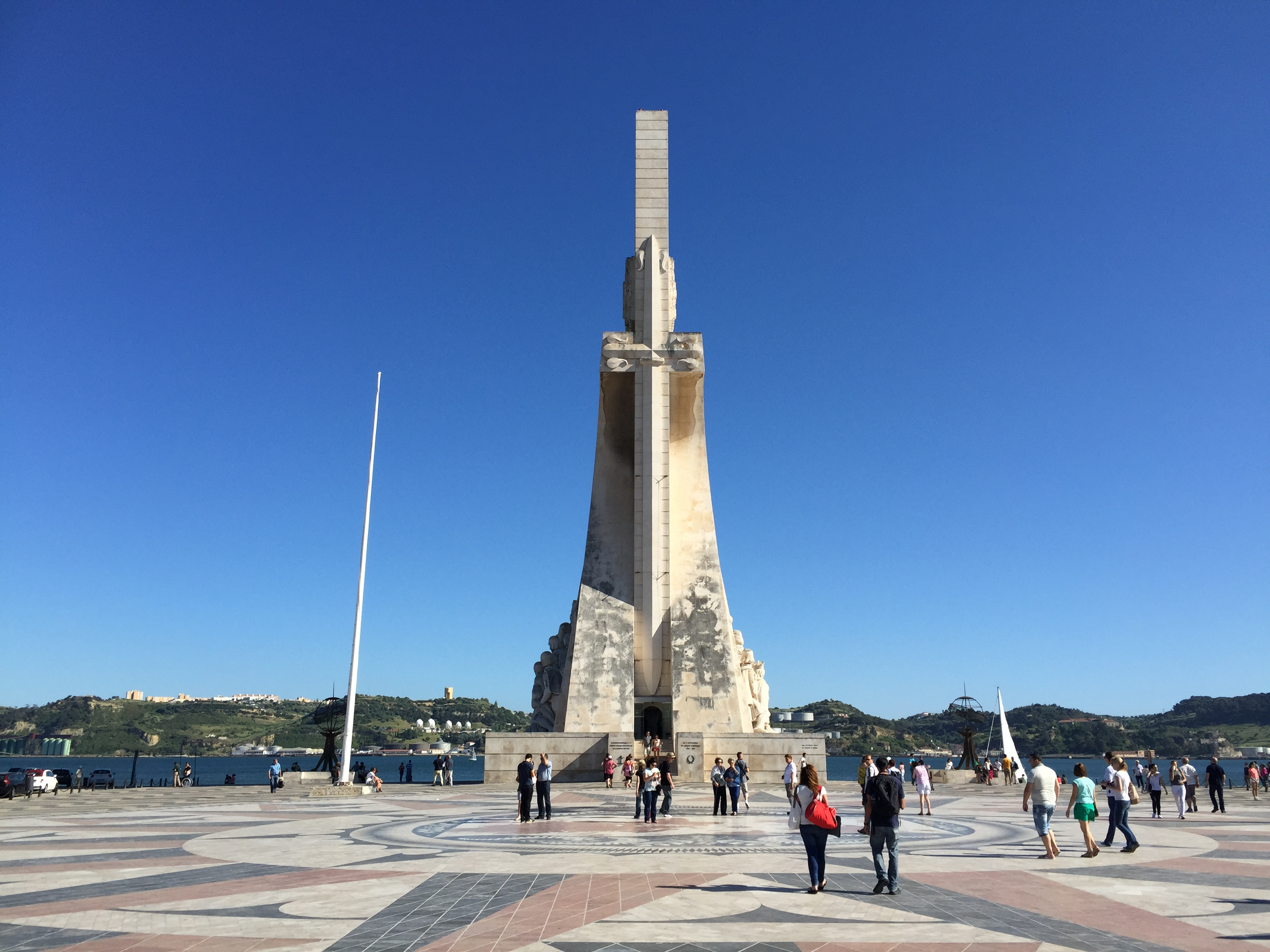
陸側から
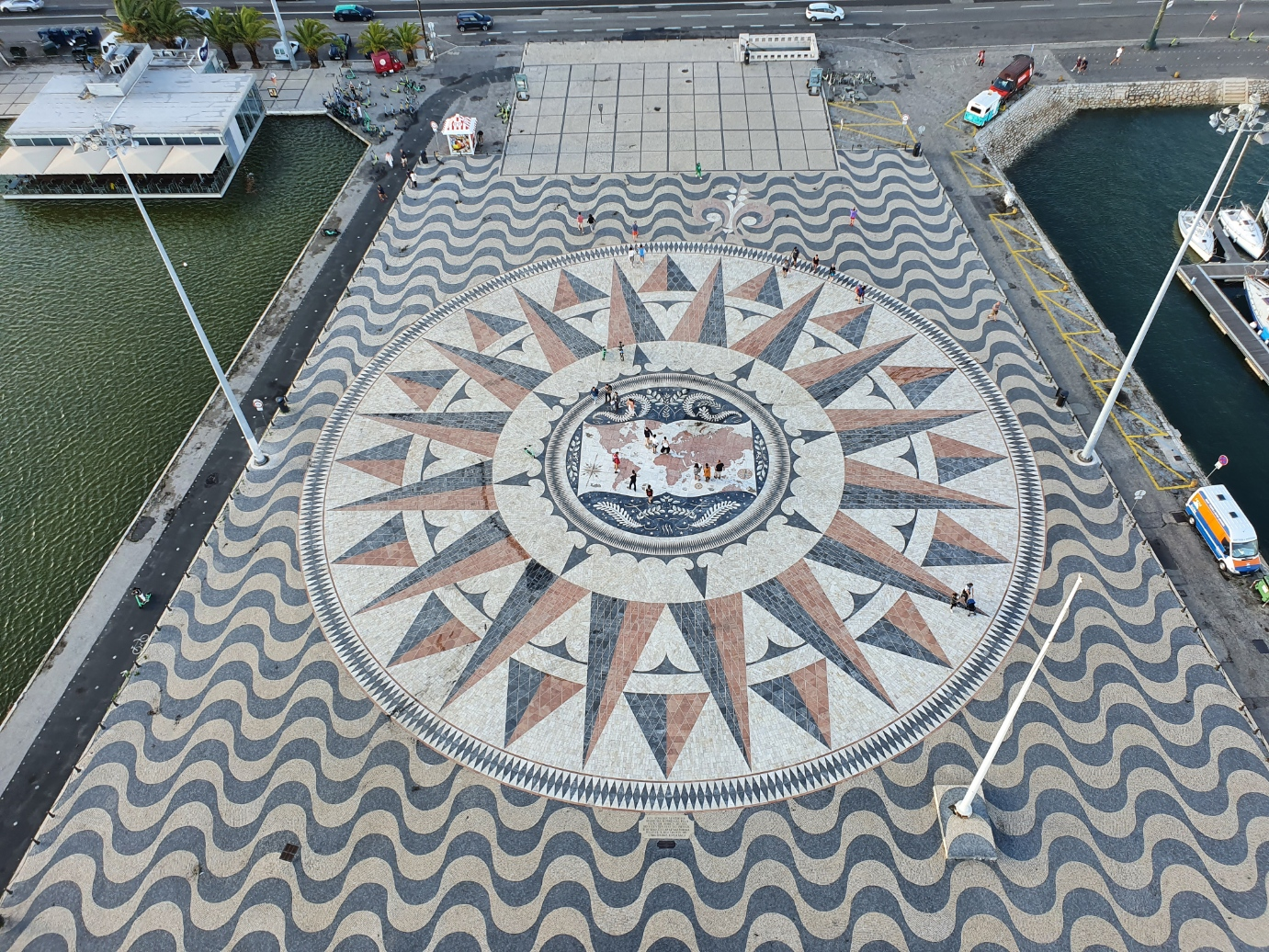
モニュメントの横にあるウィンド・ローズ
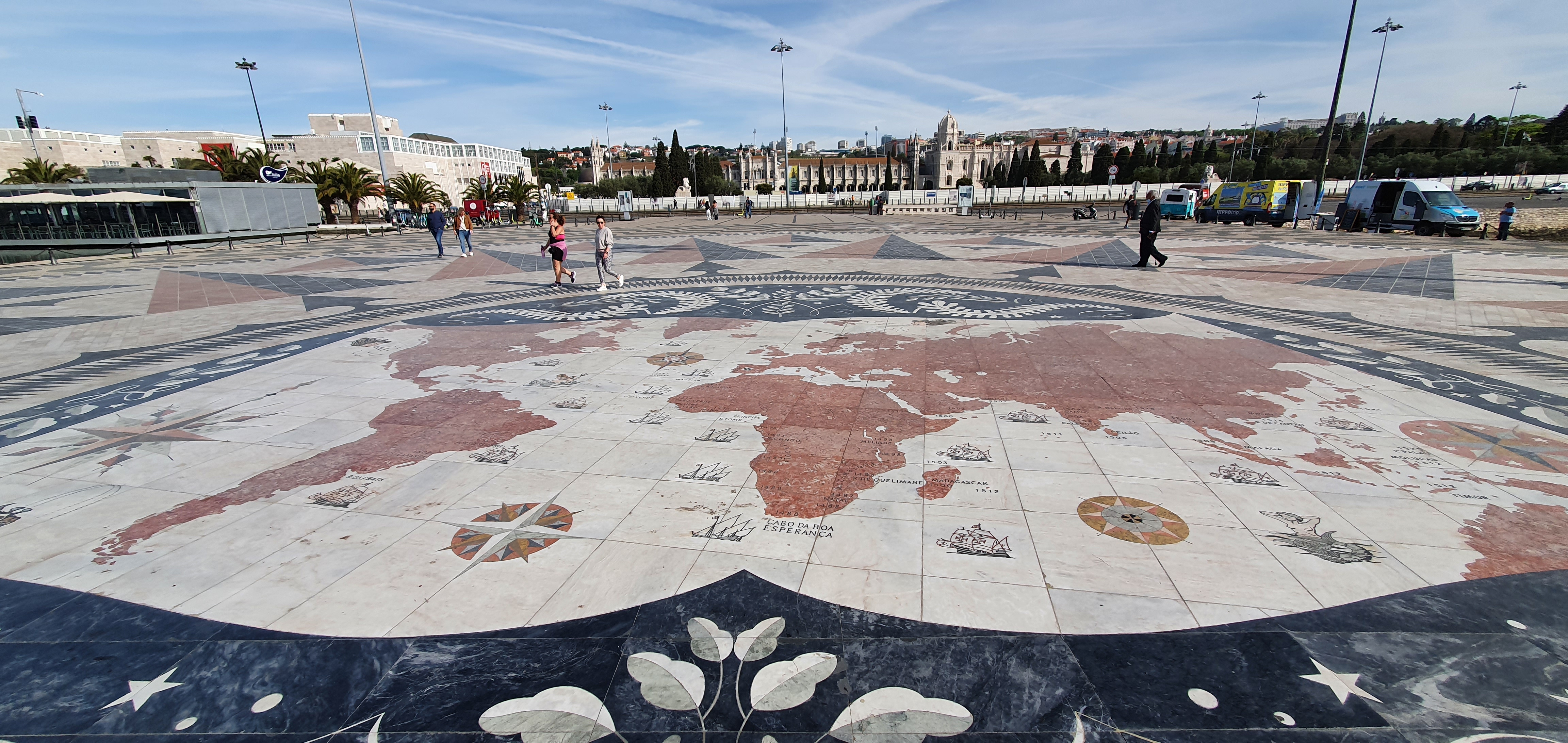
ウィンド・ローズの世界地図